# Dennis Shore
Dennis Victor Shore  (ur. 24 maja 1915 w Johannesburgu, zm. 4 kwietnia 1963 w Durbanie) – południowoafrykański lekkoatleta specjalizujący się w biegach sprinterskich, dwukrotny uczestnik letnich igrzysk olimpijskich (Berlin 1936, Londyn 1948)

## Sukcesy sportowe
| Rok  | Miasto | Zawody                         | Konkurencja        | Wynik         |
| ---- | ------ | ------------------------------ | ------------------ | ------------- |
| 1938 | Sydney | igrzyska Imperium Brytyjskiego | bieg na 440 jardów | brązowy medal |

## Rekordy życiowe
- bieg na 200 m – 21,0 – 1937
- bieg na 400 m – 46,5 – 1938